# Terremoto de Ahora de 1840
El terremoto de Ahora de 1840 ocurrió el 2 de julio de 1840 a las 16:00 hora local y afectó a la provincia de Ağrı en la región de Anatolia oriental de las actuales Turquía y Armenia. El terremoto tuvo epicentro cerca del monte Ararat, donde provocó una erupción y un deslizamiento de tierra que destruyó aldeas. Se estima que 10.000 personas murieron a causa del terremoto y sus devastadoras réplicas. Los catálogos de terremotos sitúan la magnitud de la onda superficial en 7,4 y la escala de intensidad máxima de Mercalli modificada asigna IX.

## Geología
La provincia de Ağrı en Anatolia se encuentra cerca del cruce triple donde la falla de Anatolia del Norte se encuentra con la falla de Anatolia del Este y el cinturón plegado y corrido de Zagros. Estas tres características marcan los límites de las placas de Anatolia, Arabia y Eurasia. Al estar en la unión de tres placas tectónicas, la región es propensa a grandes terremotos superficiales, principalmente del mecanismo de deslizamiento y empuje.
El terremoto de magnitud 7,4 se produjo a lo largo de las laderas del monte Ararat. Una ruptura superficial de 72 kilómetros se asoció con el choque. La ruptura ocurrió a lo largo de la falla Gailatu-Siah Cheshmeh-Khoy; también ocurrieron grandes terremotos a lo largo de la falla en 139 y 1319.

## Impacto
Unas 10.000 personas murieron en el terremoto y los efectos asociados, incluidos 1.900 habitantes de Akory. Se estima que 4.000 personas murieron a causa de los efectos secundarios. El terremoto y el lahar mataron a los 1.000 residentes y monjes de Akory y del monasterio de San Hakob de Akori. Una explosión de aire masivo causó daños severos. Las regiones de Avajiq, Pambukh y Gailatu fueron devastadas; casi todos los pueblos fueron aniquilados. Muchas casas se derrumbaron y un castillo quedó en ruinas en Doğubayazıt. Pocas casas permanecieron intactas. Se produjeron licuefacción y deslizamientos de tierra en las zonas más alejadas del monte Ararat. La licuefacción destruyó muchas aldeas, incluidas Karakhasanlou, Alesher y Karachalou. La arena brotó de las fisuras en el suelo. Algunas fisuras se extendieron hasta 1 kilómetro a lo largo de los ríos Aras, Karasu, Akhourian y Arpa.
En los distritos de Najicheván y Sharur quedaron destruidas al menos 7.821 viviendas y 24 lugares de culto. Aproximadamente 49 personas murieron y 30 resultaron heridas en Rusia. El deslizamiento también represó temporalmente el río Metsamor. Ciudades como Etchmiadzin, Ereván, Garni, Van, Tbilisi, Tabriz y Gyumri sufrieron daños.

## Erupción volcánica
Se desencadenó una erupción freática al estilo de Bandai, que derritió el glaciar en la cumbre, lo que resultó en un lahar que enterró pueblos. El lahar y el deslizamiento de tierra se depositaron cerca de la base del volcán creando un gran abanico aluvial. El día del terremoto se produjo una erupción freática en el monte Ararat. Generó un flujo piroclástico a partir de respiraderos de fisura a lo largo del flanco norte superior del volcán.
El archivo histórico de la Diócesis de Ararat de la Iglesia Apostólica Armenia dijo que inmediatamente después del terremoto, una gran nube que recordaba a una columna de humo apareció sobre el cañón en la ladera norte del Monte Ararat. El pueblo de Akori y el monasterio de San Hakob estaban ubicados en el cañón. Una luz roja y azul brillante iluminó el interior de la nube. Había un intenso olor a azufre. Se arrojaron rocas de 300 a 500 kilogramos desde una fisura cuesta arriba desde el monasterio y el pueblo. La nube se elevó por encima de la cima del monte Ararat mientras que otra nube de polvo de color rojo oscuro y luminoso descendió por la ladera a gran velocidad, destruyendo la aldea y matando a muchas personas. Los árboles del jardín del pueblo fueron quemados y arrancados de raíz. Estas descripciones se interpretaron como la erupción del monte Ararat y un flujo piroclástico.

## Deslizamiento de tierra
Se produjo un gran deslizamiento de tierra en el flanco noreste del volcán, formando el desfiladero Ahora. Destruyó el monasterio de San Hakob de Akori y Akory. El movimiento cesó a una altura de 900 metros donde se formó una presa natural. La presa se rompió varios días después, inundando y destruyendo las aldeas cercanas. Deslizamientos de tierra adicionales también causaron inundaciones.
El terremoto y la erupción explosiva desestabilizaron y dañaron las laderas superiores de la montaña. Se desprendió y colapsó cuesta abajo, a través del cañón, desintegrándose y moviéndose a gran velocidad. En 2006, un estudio académico estimó que 300 millones de metros cúbicos de material volcánico y deshielo glacial fluían por el desfiladero a 175 metros por segundo.
El deslizamiento de tierra consistió en lodo líquido azul y piedras grandes que viajaron a gran velocidad. Un intenso olor acompañó el derrumbe. El flujo viajó más de 7 kilómetros, creando una presa en el cañón. Grandes volúmenes de hielo parcialmente derretido, lodo, rocas y agua se acumularon detrás de la presa. Lluvia de color azul brillante cayó de la nube de erupción. En la catedral de Echmiadzin, a 55 kilómetros del monte Ararat, el olor a azufre era intenso. Las fracturas que se formaron en el cañón expulsaron agua turbia con un fuerte olor a azufre.
Una réplica el 6 de julio provocó una ruptura de la presa, liberando escombros acumulados hasta 21 kilómetros de distancia. Llegó al valle del río Aras, extendiéndose 12 kilómetros antes de secarse. Los depósitos de deslizamientos de tierra contenían cantos rodados y una gruesa banda de arcilla azul. Varios pueblos, incluido Aralık, fueron destruidos, junto con algunas instalaciones militares rusas. El deslizamiento de tierra también represó el río Karasu. Los escombros fluyeron hacia los campos, destruyendo el suministro de granos y frutas.